# Juan González (baseball)
Pour les articles homonymes, voir Juan González et González.
Juan Alberto Vázquez González (né le 20 octobre 1969 à Arecibo, Porto Rico) est un ancien joueur portoricain de baseball qui a joué en Ligue majeure de baseball entre 1989 et 2005 dont 13 saisons avec les Rangers du Texas. Il est parmi les joueurs ayant été Meilleur joueur des ligues majeures plus d'une seule fois. Il a remporté le prix en 1996 et 1998.

## Rangers du Texas
Après des saisons partielles en 1989 et 1990 González est devenu joueur de champ extérieur en 1991 et a disputé 142 des 162 matchs au calendrier. C'était la première fois qu'il a produit 100 points l'une des 8 fois qu'il a produit 100 points entre 1991 et 2001. Il a répété cette performance en 1992 et en 1993 et a marqué 100 points aussi. 1996 fut la première fois qu'il a atteint les séries éliminatoires avec les Rangers contre les Yankees de New York. Les Rangers ont perdu la série 3 matchs à 1 malgré la performance étonnante de González, qui a frappé 0,438 avec 5 circuits, 5 points et 9 points produits en seulement 4 matchs. À la fin de cette même saison, il fut élu le meilleur joueur de la Ligue américaine, avec une moyenne de 0,314, 47 circuits et 144 points produits. Les Rangers n'ont pas atteint les séries éliminatoires en 1997 mais en 1998 ils y sont arrivés contre les Yankees de New York et ont encore perdu 3 matchs à 0. Cette fois González a frappé 0,83 avec 0 circuit et 0 point produit. Mais lors de la saison régulière, avec une moyenne de 0,318, 45 circuits et 157 points produits, il fut élu le meilleur joueur de la ligue pour la seconde fois en deux ans. Il a encore produit 100 points en 1999 mais en 2000 il fut transféré aux Tigers de Detroit.

## Tigers de Detroit
González a passé une seule saison avec les Tigers, et n'a joué que 115 des 162 matchs. Il n'a produit que 67 points avec une moyenne de 0,289 et 22 circuits. Ce fut sa seule saison avec les Tigers.

## Indians de Cleveland
Avec les Indians il a eu une saison notable, avec 35 circuits et 140 points marqués, la 3e fois qu'il avait marqué au moins 140 points dans une saison. Grâce à González et ses coéquipiers, les Indians se sont qualifiés pour les séries éliminatoires. Cette fois González a frappé 0,248 avec deux circuits lors d'une défaite contre les Mariners de Seattle - la 4e défaite d'affilée pour González aux séries éliminatoires.

## Fin de carrière
González a rejoint les Rangers pour deux saisons mais n'a pas eu de succès avec 35 et 70 points produits en deux saisons. En 2004 il a signé avec les Royals de Kansas City où il a produit 17 points en 33 matchs avec une moyenne de 0,276. Il fut publiquement accusé de prendre des stéroïdes par le propriétaire des Rangers et après un seul match en 2005, il a été relâché par les Indians de Cleveland.
Avant le début de la saison 2006, il signe un contrat de joueur de ligues mineures avec l'organisation des Red Sox de Boston. Il quitte les Red Sox après l'arrivée du champ extérieur Wily Mo Peña en provenance des Reds de Cincinnati. Il joue 36 matchs avec les Long Island Ducks dans l'Atlantic League (ligue indépendante) puis pour les Gigantes de Carolina dans le Championnat de baseball de Porto Rico. Il participe à la Série des Caraïbes en février 2007 avec les Gigantes. Avec une moyenne au bâton de 0,385 au poste de frappeur désigné, il est nommé dans l'équipe-type du tournoi.
Avant la saison 2008, il participe au camp d'entraînement des Cardinals de Saint-Louis dans l'espoir de revenir au plus haut niveau comme frappeur désigné, mais une blessure aux abdominaux l'empêche de décrocher une place dans l'effectif actif des Cardinals,. Il est placé sur la liste des joueurs inactifs des Cardinals.
En 2011, Gonzalez est pour la première fois admissible à l'élection au Temple de la renommée du baseball. Dans le bulletin de vote présenté annuellement aux membres de l'Association des chroniqueurs de baseball d'Amérique, un joueur doit voir son nom apparaître sur au minimum 75 % des bulletins pour être élu, et un joueur a 15 années pour atteindre ce nombre. Les rumeurs de dopage, nuisent à la candidature de Gonzalez qui ne reçoit que 5,2 % du vote en 2011, à peine quelques voix au-dessus du minimum de 5 % qui assure à un joueur d'avoir son nom inscrit sur les bulletins l'année suivante. En 2012, il ne reçoit que 23 appuis pour 4 % des votes enregistrés, et perd sa chance d'être élu au Panthéon.

## Palmarès
- Meilleur joueur de la Ligue américaine: 1996, 1998
- Équipe des étoiles: 1993, 1998, 2001
- Prix Silver Slugger: 1992, 1993, 1996, 1997, 1998, 2001